# Lançon (poisson)
Pour les articles homonymes, voir Lançon et Anguille des sables.
Taxons concernés
Parmi la famille des Ammodytidae
- dans les genres :
  - Ammodytes
  - Gymnammodytes
  - Hyperoplusmodifier

Le nom vernaculaire lançon désigne en français plusieurs espèces de petits poissons appartenant tous à la famille des Ammodytidae. Les lançons sont aussi appelés lançons perce sable, anguilles des sables ou équilles, ou bien encore cicerelles pour deux espèces. Le lançon (sans précision) est souvent associé en France à l'espèce Hyperoplus immaculatus, fréquent dans l'Atlantique Nord, également appelé anguille de sable.

## Liste d'espèces appelées « lançon »

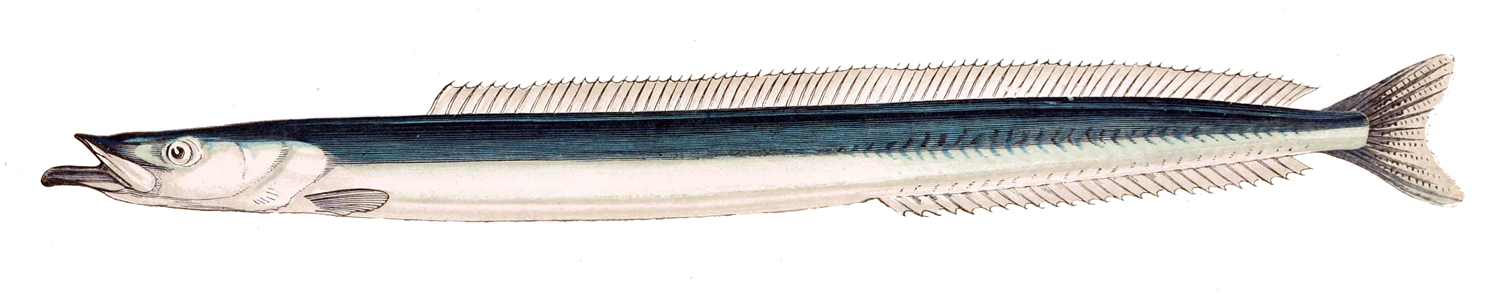
Hyperoplus lanceolatus

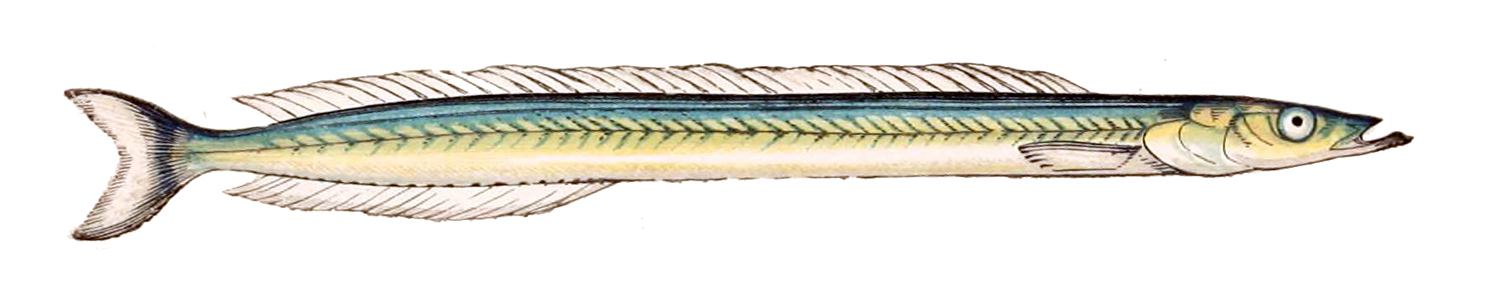
Ammodytes tobianus

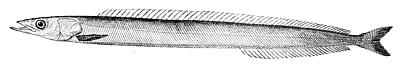
Ammodytes dubius

- Lançon — Hyperoplus immaculatus ou Hyperoplus lanceolatus[2]
- Lançon d'Amérique — Ammodytes americanus[1]
- Lançon cicerelle — Gymnammodytes cicerelus[1]
- Lançon commun — Hyperoplus lanceolatus[1]
- Lançon équille — Ammodytes tobianus[1]
- Lançon gourdeau — Ammodytes hexapterus
- Lançon immaculé — Hyperoplus immaculatus[1]
- Lançon du nord — Ammodytes dubius
- Lançon du Pacifique — Ammodytes personatus[1]

Auxquels on peut ajouter des espèces comme :
- Équille commune - Ammodytes marinus[1]
- Grande cicerelle - Gymnammodytes semisquamatus[1].

## Classification
Les lançons font tous partie des Ammodytidae. Les différentes espèces sont classées dans trois genres : Ammodytes, Gymnammodytes et Hyperoplus.

## Pêche et utilisation
En Bretagne et en Normandie, on utilise, pour les pêcher, un râteau, ou une houët (butoir à pommes de terre) pour faire des sillons dans le sable, puis le marcheur récolte alors les lançons.
Les lançons se pêchent également au filet dans les Landes (40), deux personnes suffisant pour le tirer à marée basse.
On consomme ces petits poissons en friture. Ils sont aussi utilisés comme appât pour la pêche au vif